# ناصورة سولاني
نَاصُورَة سولاني أو جرب فضي (الاسم العلمي: Helminthosporium solani)، فطر مجهري من مسببات أمراض النبات من فصيلة البوغيانية.
يتطفل على البطاطا في طور نموه الأخير.